# Solaya
solaya（そらや、1981年3月22日 - 2022年9月11日）は、日本の作曲家、編曲家、音楽プロデューサー。大阪府出身。Solaya Label代表取締役社長。

## 来歴
滋賀県大津市にて育つ。幼少の頃よりピアノを学び、中学生の頃からギター・作曲等も始める。音楽専門学校ギター科在学中にメジャー・デビュー。卒業後の2002年、SMP主催オーディションを経て作・編曲家デビュー。作・編曲、弦アレンジで中孝介、Crystal Kay、坂本真綾、JUJU、東方神起など様々なアーティストに携わる。
2013年にはアーティストマネジメント事務所兼レコード会社Solaya Labelを設立。朝倉さやのプロデュースを手掛け、iTunesランキング1位、Amazonランキング1位、2014年Amazonデジタルミュージック年間ランキング4位などを記録。朝倉のオリジナル楽曲は、朝倉が作詞・作曲を手掛け、全楽曲の編曲、ミキシング、MVの撮影編集等をsolayaが担当。朝倉さやYouTube総再生回数は3800万回(2022年5月29日時点)。
2015年、朝倉さやによる「River Boat Song-Future Trax-」では方言×名曲に続き、民謡×ラップ/ファンク/ボサノヴァなどを融合、新ジャンルを打ち出し第57回日本レコード大賞企画賞を受賞。インディーズレーベルでの同賞受賞は史上初の快挙となった。
2018年2月25日、取材に対し、がんとの闘病のため、朝倉のニューアルバムリリースと、同年11月23日の山形県、山形テルサでの東京 2018 コンサートツアー ファイナル（後日、特別追加公演が2018年12月15日、渋谷 セルリアンタワー 能楽堂で開催）を以て引退することを表明するも、開催同日の取材に対し、今後も体調の許す範囲で音楽に携わり続けると公表。
国内外ランキングでは、Apple Music、iTunesランキングでスペイン、台湾、タイ、トルコで1位。またフランス、カナダ、スウェーデンなど多数の国でTOP10圏内ランクインを獲得。
2020年には朝倉さやをメジャー・デビューへ導き「古今唄集〜Future Trax Best〜」をプロデュース。演奏、編曲、Mix、全曲Music Videoを監督。CDショップ大賞歌謡曲賞を受賞。
2022年9月11日　がんにより死去。享年41歳。

## 主な作品
- Baby.M

『Heaven』（作曲）
- Crystal Kay

『Shooting star dust』（作曲・編曲）
『lead me to the end』（作曲・編曲）
『トキノカケラ』（作曲）
- Fonogenico

『6月の絵画』（編曲）
- Ring

『flower』（作詞・作曲・編曲）
- Sayako

『きせき』（作曲）
- sona

『雨に歌えば』（作曲）
『冬のヒカリ』（作曲）
『かげろう』（作曲）
- Sowelu

『Part of me」（作曲・編曲）
『Glisten』（作曲）
『Lovin' you』（作曲）
- 中孝介

『波の果てに』（作曲・編曲）
『心の陽』（編曲）
『花束』（編曲）
『波の物語』（作曲・編曲）
『わたしの空』（編曲）
『この窓の向こう』（作曲、編曲）
『支え合う関係』（編曲）
『野ばら』（編曲）
- 伊藤由奈

『Shining On』（ギター）
- 華原朋美

『好きは世界一長い言葉』（作曲）
『愛のうた』（作曲）
- 冨永裕輔

『すずなり』（編曲）
『風花』（編曲）
『If…』（編曲）
『明日に咲く花』（編曲）
『恋に落ちてく、弾かれてく』（編曲）
『桜が咲いたあの並木道を』（共作曲・編曲）
『いつまでも』（共作曲・編曲）
『陽炎』（共作曲・編曲）
『扉の矛こう』（共作曲・編曲）
『さよなら さよなら』（共作詞・作曲）
『遠い恋の物語』（共作曲・編曲）
- 牧伊織

『君への歌』（作曲）
- 美郷あき

『兆しの太陽』（編曲）
- 10,000 Promises.

『One True Love』（作曲）
- 中國娃娃

『蜘蛛人陷入情網』（作曲）
- 劉亦菲

『CLOSE TO ME』（作曲）
『Pieces of my words　〜言の花〜』（作曲）
- 坂本真綾

『ミツバチと科学者』（作曲・編曲）
『Remedy』（作曲・編曲）
- イ・ドンゴン

『Shooting Star』（作詞・作曲・編曲）
- 松下奈緒

『Rain』（作曲・編曲）
- CLIFF EDGE

『終わりなき旅 feat.AJ』（弦編曲・ピアノ）
- WISE

『ふりむかないで Feat.Hiromi』（弦編曲）
- MAY'S

『I WISH』（弦編曲）
『MaMa』（弦編曲）
- JUJU

『S.H.E』（弦編曲）
- SKE48

『ウィンブルドンへ連れて行って』（作曲）
- 福田沙紀

『Snow Rain』（弦編曲）
『I wish ... 』（弦編曲）
- Naked blue star

『桜色ノスタルジック』（Produce）
『優しい花になるよ』（Produce）
『ありのままの青い星』（Produce）
『流星8ビート』(（Produce）
『サテライトワイライト』(（Produce）
『不器用な日々』（Produce）
『Answer』（Produce）
- 東方神起

『Weep』（作曲・編曲）

## その他
劇伴　
- TBSぼくの妹オリジナル・サウンドトラック

『One Day』（作曲・編曲）
『Two Birds』（作曲・編曲）
『Walking Wild』（作曲・編曲）
『Pale moon』（作曲・編曲）
『Morning Glow』（作曲・編曲）
- グランツーリスモオリジナル・サウンドトラック

『Windy』（作曲・編曲）
『Yummy Trip』（作曲・編曲）
- 青酢　OVAテニスの王子様 オープニングテーマ

『抱えたキセキ』（作曲・編曲）
- 跡部景吾

『DreamMaker』（編曲）
- 和田光司

『Sketch』（編曲）
『紙飛コウキ』（編曲）
『キミと季節と陽だまりと』（編曲）
『ヒラリ〜UNPLUGGED〜』（編曲）
- ソウルイーター
  - デス・ザ・キッド(宮野真守),リズ・トンプソン(渡辺明乃),パティ・トンプソン(高平成美)

『それが僕らの道しるべ』（ギター）
など